# هنزا (رابر)
هنزاء شهری است کوهستانی و سردسیر در استان کرمان. این شهر مرکز بخش هنزا  از توابع شهرستان رابر است.

## آب و هوا و اقلیم
شهر هنزا در ارتفاع ۲٬۶۲۵ متری از سطح دریا واقع شده‌است و آب وهوای سرد و کوهستانی دارد. این شهر یکی از مرتفع‌ترین شهرهای ایران به‌شمار می‌آید.

## گردشگری
- آبشار آبسر
- منطقه گردشگری تخت سرتشتک

## کشاورزی
محصولات کشاورزی هنزا بیشتر شامل گردو و عسل است.